# Iveco RG 12
L'Iveco RG 12 E.21W est un véhicule de transport de troupes (APC) blindé, conçu pour assurer l'ordre public mais qui peut servir à d'autres fins comme véhicule de commandement, de secours tactique, paramilitaire, de surveillance. C'est un véhicule légèrement blindé avec des capacités de tout terrain.
Ce véhicule a été conçu par la société Land Systems OMC, filiale sud-africaine de l'anglais BAE Systems.

## Les différentes versions

### RG 12 Mk1
Lors de son lancement, le véhicule RG 12 Mk1 était équipé d'un moteur diesel ADE 366T. 

### RG 12 Cat
Très vite, pour répondre à la demande des organismes étrangers, le constructeur a adapté son compartiment moteur pour y monter des unités Caterpillar, Mercedes-Benz et Iveco.

### RG 12 Command Vehicle
Une version spéciale a été développée pour les pays du Moyen Orient mais n'a pas débouché sur des commandes.

### RG 12 Mk2
En 2000, le groupe britannique BAE Systems et italien Iveco nouent des accords de coopération pour répondre à des appels d'offres de matériels sur roues aux Etats-Unis et au Canada. Iveco s'intéresse à ce véhicule et lui apporte plusieurs modifications pour le rendre homologable en Europe. La version RG 12 Mk2 est alors lancée.
Le véhicule est équipé du moteur Iveco Tector R6 Common Rail, un 6 cylindrées en ligne de 5.816 cm3 développant 209 Ch DIN à 2.700 tours par minute, il est climatisé avec un système à commande auxiliaire pour un fonctionnement efficace en toutes circonstances, y compris lors d'utilisation de gaz lacrymogènes ou de fumées intenses. Le véhicule est équipé selon les règles italiennes de sécurité pour les conditions extrêmes, avec un système de gonflage des pneumatiques central améliorant la mobilité en permettant le gonflage ou le dégonflage des pneus selon les exigences du terrain, un système de freinage antidérapant et de nombreuses modifications aux suspensions pour assurer la stabilité du véhicule et le confort de l'équipage qui peut aller jusqu'à 12 personnes.
Les modèles destinés aux opérations de défense peuvent être équipés de lance-grenades et fumigènes.
Vendu dans cette version en Amérique du Nord, le RG 12 Mk2 peut être équipé du système MARS (Mobile Adjustable Ramp System) fabriqué par Patriot3, Inc. de Fredericksburg (Virginie), pour une utilisation dans des situations particulières et forcées. Le MARS permet une entrée simultanée sur plusieurs étages et peut être utilisé dans des assauts élevés. Le système est monté sur le toit du RG 12 et dispose de deux rampes hydrauliques qui peuvent se déplacer indépendamment.
En Italie, les carabiniers ont reçu un contingent de trente véhicules blindés pour le maintien de l'ordre public. Il a été surnommé Nyala par ses utilisateurs, du nom d'une antilope sud-africaine.

## Utilisateurs
- Italie - (30) Carabiniers
- Canada - (10+) Gendarmerie royale du Canada
- République du Congo - Police
- Côte d'Ivoire - (3) Police
- Colombie - Police
- Koweït
- Malawi - Police
- Mozambique - Police
- Arabie saoudite
- Afrique du Sud - (>100) South African National Defence Force et South African Police Service
- Eswatini - Police
- Émirats arabes unis - (RG-12 Mk2) Police de Dubai
- États-Unis - (3) Port Authority of New York and New Jersey, (1) Connecticut State Police

## Curiosité
Des RG 12 apparaissent dans le film Avengers: Age of Ultron, utilisés par la South African Police Service dans la bataille contre Hulk.